# Петросян, Ашот Везирович
Ашот Везирович Петросян (арм. Աշոտ Վեզիրի Պետրոսյան; 2 июня 1930, Варденис — 23 февраля, 1998, Дилижан) — армянский советский математик, один из основателей направления дискретной математики и кибернетики в бывшей советской республике Армения. Петросян защитил кандидатскую диссертацию в области вычислительной математики в 1964 году под руководством Юлия Анатольевича Шрейдера. Наряду с Сергеем Никитовичем Мергеляном и другими известными армянскими математиками 60-х, он был одним из сооснователей Ереванского Научно-Исследовательского Института Математических Машин (ЕРНИИММ), а также Вычислительного Центра Академии Наук Армении. В 1970-х годах А.В. Петросян непосредственно участвовал в разработках и развитии нескольких поколений передовых цифровых компьютерных систем в Армении, в том числе из серии Наири и ЕС ЭВМ.

## Биография
Ашот Везирович Петросян родился в 1930 году в небольшой деревне недалеко от Вардениса, Арм. ССР. Окончил с медалью Дилижанскую среднюю школу в 1949 году. В том же году поступил на механико-математический факультет Ереванского Государственного Университета, который окончил с отличием в 1954 году. Работал ассистентом-преподавателем курсов математики в том же университете до 1955 года, а также редактором школьных учебников по математике и физике в ГосИздат-е Арм. ССР. В 1956 году поступил в аспирантуру МГУ к Лазарю Ароновичу Люстернику. Однако в 1957 году он был приглашён Академией Наук Армении к участию в работах по созданию новых перспективных цифровых вычислительных машин в Армении. С 1957 года работал в Ереванском НИИ Математических Машин (ЕрНИИММ), сначала в качестве главного инженера, а затем в качестве начальника математического отделения (в 1970-74). В годы его пребывания в ЕрНИИММ, институт стал одним из крупнейших производителей компьютерной техники в бывшем СССР. Более 15 лет А.В. Петросян также проработал в качестве зам. директора и директора ВЦ Академии Наук Армянской ССР (ныне Институт Информатики и Проблем Автоматизации) . С 1957 по 1978 год он, по совместительству, преподавал различные курсы дискретной математики на факультете прикладной математики ЕРГУ, а с 1978 по 1988 год в Ереванском Политехническом Институте. Основные научные и научно-популярные публикации были посвящены теории графов, разработкам и эксплуатации вычислительных машин, и автоматизации проектирования ЭВМ. Он опубликовал три учебника по теории алгоритмов, дискретной математике и теории информации. С соавторами издана одна книга.. Под его редакцией вышли 5 сборников Трудов ВЦ АН Арм. ССР. Под его научным руководством успешно защитили кандидатские диссертации 26 аспирантов.

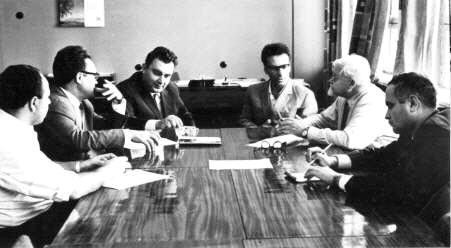
С академиками С.Н. Мергеляном (третий слева) и А.Н. Тихоновым (второй справа) в ВЦ Академии Наук Армении

## Из воспоминаний современников
Коллега А.В. Петросяна по Вычислительному Центру Академии Наук Армении, Игорь Дмитриевич Заславский Архивная копия от 24 сентября 2015 на Wayback Machine:
Ашот Везирович Петросян - один из выдающихся специалистов Армении в области кибернетики и вычислительной техники. Его деятельность в этих научных направлениях началась в 50-е годы; тогда в Армении вовсе не было никаких вычислительных машин, и ещё не изжито было настороженное отношение к кибернетике, которую незадолго до того в СССР называли "фашистско-идеалистической лженаукой". Хотя отношение к этой "лженауке" постепенно менялось, однако в те времена лишь немногие решались работать в ней. Среди них был и Ашот Везирович Петросян.
После окончания Ереванского университета, Ашот Везирович в 1957 году поступил в аспирантуру МГУ к Лазарю Ароновичу Люстернику. Там на его незаурядные способности обратил внимание также Сергей Никитович Мергелян, который впоследствии основал и был директором Ереванского Научно-Исследовательского Института Математических Машин (ЕрНИИММ). Сергей Никитович пригласил Ашот Везировича на работу в ЕРНИИММ после окончания им аспирантуры МГУ. С этого времени Ашот Везирович становится, так сказать, "правой рукой" Сергея Никитовича, будучи его неизменным помощником как в административных, так и в научных вопросах. В 1963 году, под руководством С.Н. Мергеляна, основывается Вычислительный Центр Академии Наук Армении и Ереванского Государственного Университета (ВЦ Академии и ЕрГУ, ныне Институт Проблем Информатики и Автоматизации - ИПИА Архивная копия от 29 октября 2013 на Wayback Machine). Ашот Везирович был назначен тогда заместителем директора ВЦ по научно-технической части, а через несколько лет, после перехода С.Н. Мергеляна на другую работу - директором ВЦ.
Прекрасно разбиравшийся в самых различных областях кибернетики, всегда взвешенный в своих суждениях, выдержанный и спокойный в общении с людьми, Ашот Везирович как нельзя лучше подходил к роли организатора научных работ. Его неутомимой научно-организационной деятельности мы объязаны формированием и ростом научных подразделений ВЦ в самых разнообразных направлениях кибернетики и вычислительной техники. Таковыми были, например, машинный перевод, математическая лингвистика, теория графов, теория информации и многие другие. Целый ряд научных подразделений, созданных по инициативе Ашота Везировича, существует и активно действует в ИПИА до сих пор.
В начале 1970-х годов, Ашот Везирович на несколько лет прерывает работу в ВЦ, чтобы возглавить в ЕРНИИММ работы по созданию автоматизированной системы проектирования ЭВМ - "Автопроект". Создание этой системы было выдающимся достижением в развитии информационных технологий в Армении. Система "Автопроект" получила практическое применение в работах ЕРНИИММ; методы решения различных технических и математических задач, разработанные в процессе её создания, получили дальнейшее развитие и применение в ЕРНИИММ а также в других научных учреждениях Армении и СССР . После завершения этого проекта, Ашот Везирович возвращается в ВЦ Академии Наук где продолжает свою деятельность по развитию и организационному укреплению ранее созданных подразделений, а также по формированию в ВЦ новых научных подразделений.
Общественные потрясения последних десятилетий тяжело отразились на состоянии науки в Армении; трудности, связанные с развитием науки в нашей республике, продолжаются и поныне. Однако информационные технологии, вычислительная техника, различные направления теоретической кибернетики, продолжают у нас жить и развиваться. В этом, в частности, заключена непреходящая заслуга тех, кто основал эти отрасли науки в Армении и кто стоял у их истоков. Среди этих имён почётное место занимает имя Ашота Везировича Петросяна.

## Из научных работ
- Математические вопросы кибернетики и вычислительной техники Архивная копия от 10 июня 2015 на Wayback Machine
- Математические вопросы автоматизации проектирования ЭВМ Архивная копия от 11 июня 2015 на Wayback Machine

- “Некоторые вопросы помехоустойчивости функций алгебры логики”, Доклады Академии Наук Арм. ССР Архивная копия от 6 октября 2013 на Wayback Machine, 36(3), (5стр., 1963)

- "Автоматический контроль функционирования электронно-цифровой вычислительной машины”, Известия Академии Наук СССР Архивная копия от 5 октября 2016 на Wayback Machine, серия техническая кибернетика, 1 (8стр., 1964)

- "Об одном подходе к автоматизации проектирования печатных плат", "Кибернетика", № I, 1974, с.50-57

- "Лекции по теоретико-алгоритмическим задачам автоматизации проектирования ЭВМ", Монография, издательство ЕРГУ (165стр., 1975)
- V. K. Pasztorne and A. V. Petrosian, “Some problems of a problem-oriented expansion of Boolean functions”, Alkalmazott Mat. Lapok 8, 297-306 (1982, in Hungarian) Архивная копия от 18 октября 2015 на Wayback Machine
- А.В. Петросян и В.А. Варданян “О сложности реализации булевых функций с данным вектором активностей”, Acta Cybernetica, 6(1):79-84, 1983

- "Математическая кибернетика", в книге "Наука Армянской ССР за 60 лет", 1985

- "Учебник по дискретной математике для ВТУЗ-ов", Монография на армянском языке (1986, 128стр.)

- "Элементы теории алгоритмов", Монография на армянском языке (1987, 60стр.)